# Marshfield (hrabstwo Plymouth)
Marshfield – jednostka osadnicza w Stanach Zjednoczonych, w stanie Massachusetts, w hrabstwie Plymouth.